# ティム・バージェス

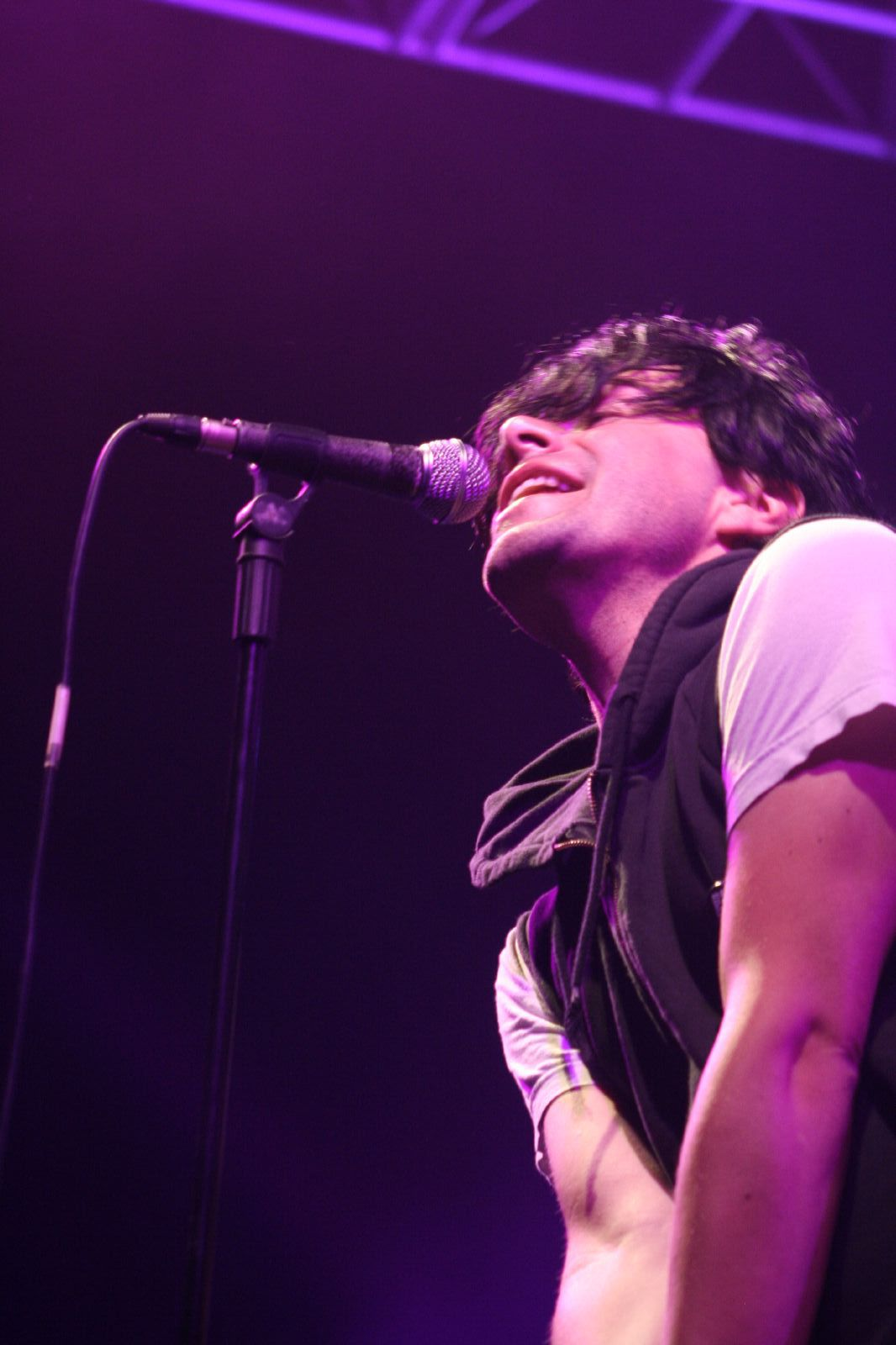
2007年撮影

ティモシー・アラン・バージェス（Timothy Allan Burgess、1967年5月30日 - ）は、イギリスの歌手、シンガーソングライター。ロックバンド、ザ・シャーラタンズのヴォーカリストとして著名。

## 略歴
1967年、サルフォードに生まれ、チェシャー州の町であるノースウィッチで育つ。The Electric Crayonsのヴォーカリストとして1枚のシングルを発表後ザ・シャーラタンズに加入。バンドは1990年に自主レーベルDead Dead Goodレコードよりシングル「インディアン・ロープ」でデビューを果たす。同年にリリースした1stアルバム『サム・フレンドリー』はマッドチェスター・ムーヴメントの追い風も受け、全英アルバムチャート初登場1位を獲得するなど、バンドは華々しいデビューを飾った。'90年代中盤以降もブリットポップ・ブームの波に乗りナンバーワンアルバムを2枚リリースし、メンバーの逮捕や死といった苦難を乗り越えながら、バンドは根強い支持を集めている。

### ソロ活動
2003年8月25日にシングル「I Believe in the Spirit」をリリースしソロデビューを果たした。全英44位を記録。9月8日に1stソロアルバム『I Believe』をリリースし、全英38位を記録。11月3日に2ndソロシングル「Only a Boy」をリリースし、全英54位を記録。アルバムの発表に合わせて英国ツアーも行った。
2012年には2ndソロアルバム『Oh No I Love You』をリリースし、Artrocker誌のアルバム・オブ・ザ・イヤーにノミネートされた。

### それ以外の活動
1993年12月リリースのセイント・エティエンヌのシングル「I Was Born on Christmas Day」にゲストボーカルとして参加。同シングルのプロモーションビデオにも出演。シングル発表に合わせて行われたセイント・エティエンヌのライブにも数回飛び入り参加した。
1995年、ケミカル・ブラザーズの1stアルバム『さらばダスト惑星』収録の「ライフ・イズ・スウィート」にゲストボーカルとして参加。2004年にシャーラタンズ、ケミカル・ブラザーズともに出演したフジロック・フェスティバルで、バージェスはケミカル・ブラザーズのステージに飛び入り参加し、同曲をライブで披露した。
2004年、カール・バラーが結成したスーパーグループ、チャヴズにボーカルとして参加。チャヴズは現在も不定期に活動を行っている。
2005年、再びケミカル・ブラザーズとコラボレーションし、アルバム『プッシュ・ザ・ボタン』収録の「ザ・ボクサー」にゲストボーカルとして参加。
2009年、ロックバンドハッチャム・ソーシャルのシングル「Til The Dawn」にプロデューサーとして関わった。2009年3月にリリースされたバンドの1stアルバム『You Dig the Tunnel, I'll Hide the Soil』のプロデュースも務めた。
2008年、映画『ウォーク・ザ・ライン/君につづく道』でジョニー・キャッシュ役を演じた俳優のホアキン・フェニックスと、スペースホッグのアントニー・ラングドンとともに新プロジェクトを結成し、活動を始めている。
2010年、ニュー・オーダーのピーター・フックを中心に結成されたユニット・フリーベースの楽曲「You Don't Know This About Me」にボーカル参加し、同曲はユニットのデビューEP『Two Worlds Collide』に収録された。
2011年、自身が主宰するレコードレーベル「O Genesis」を立ち上げた。
2013年、BBC Radio 6 Musicの司会者であるローレン・ラヴァーンとジャーナリストの労働組合がBBCを相手取りストライキを行い、その期間中バージェスは司会を務めた。
2014年、アーシア・アルジェントの楽曲「Hours / Ours」でコラボレーションを行い、自身のレーベルであるO Genesisよりリリースされた。
2014年3月にBBC Radio 6 Musicで行われたロディ・フレイムとのインタビューにて、バージェスはフレイムとエドウィン・コリンズのファンであることを公言し、自身が経営するカフェに2人を招待し、フレイムとコリンズは演奏を行った。フレイムはインタビュー中、バージェスはとても積極的であったと語っており、この件でバージェスとの親交を深め、時々一緒にお茶を飲んでいると話している。

## ソロ作品

### アルバム
- I Believe （2003年）
- Oh No I Love You （2012年）
- Oh No I Love You More （2012年） ※リミックス盤

### シングル
- "I Believe in the Spirit" （2003年）
- "Only a Boy" （2003年）
- "A Case for Vinyl" （2012年）
- "White" （2012年）
- "The Doors of Then" （2013年）
- "Economy" （2013年）
- "Oh Men" （2014年）